# 焼石駅

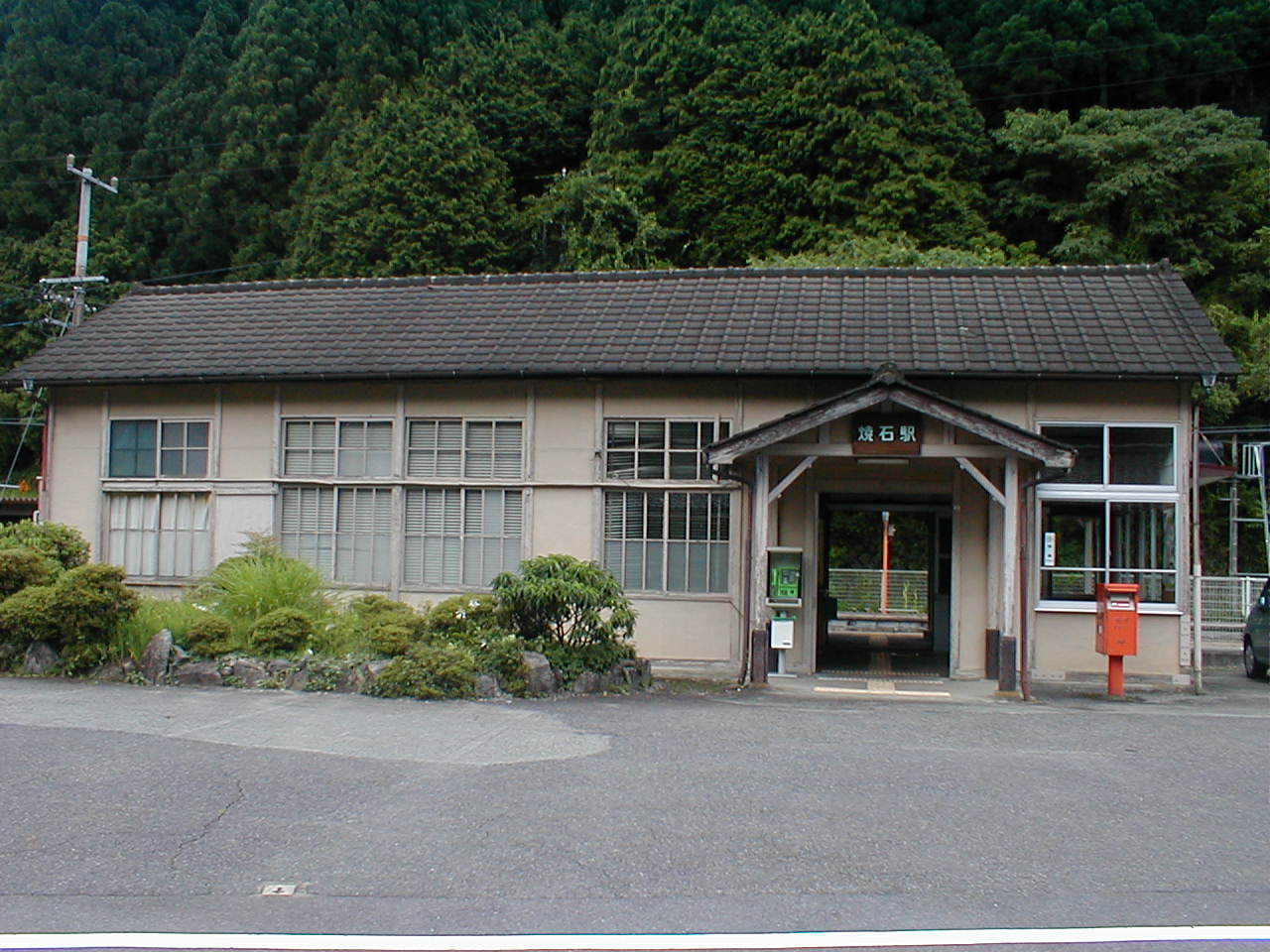
旧駅舎（2009年）

焼石駅（やけいしえき）は、岐阜県下呂市焼石にある、東海旅客鉄道（JR東海）高山本線の駅である。
両隣の駅とはともに9キロ以上離れているため、それぞれの駅間には信号場が設置されている。

## 歴史
- 1929年（昭和4年）4月14日：高山線（1934年に高山本線へ改称）が飛騨金山駅から延伸した際に、その終着駅として開業[1]。旅客及び貨物の取扱を開始[2]。
- 1930年（昭和5年）11月2日：高山線が下呂駅まで延伸。途中駅となる。
- 1945年（昭和20年）1月10日：高山線列車脱線転落事故　焼石駅 - 下呂駅間の保井戸地区にある第4益田川橋りょうで富山行き列車が転落事故、45人が死亡、50人以上が大怪我をした。当時の中原村幹部や村民も多く犠牲となった。
- 1961年（昭和36年）2月21日：貨物の取扱を廃止[2]。
- 1984年（昭和59年）2月1日：荷物扱い廃止[2]。
- 1985年（昭和60年）4月1日：無人駅化[1][3]。
- 1987年（昭和62年）4月1日：国鉄分割民営化により、東海旅客鉄道の駅となる[2]。
- 2009年（平成21年）4月26日：落雷と思われる原因によって信号機器室が焼損、5月1日に復旧するまでの間、代用閉塞による運転となる。
- 2015年（平成27年）3月19日：約86年ぶりに駅舎が建て替えられ、新待合所が利用開始される。

## 駅構造

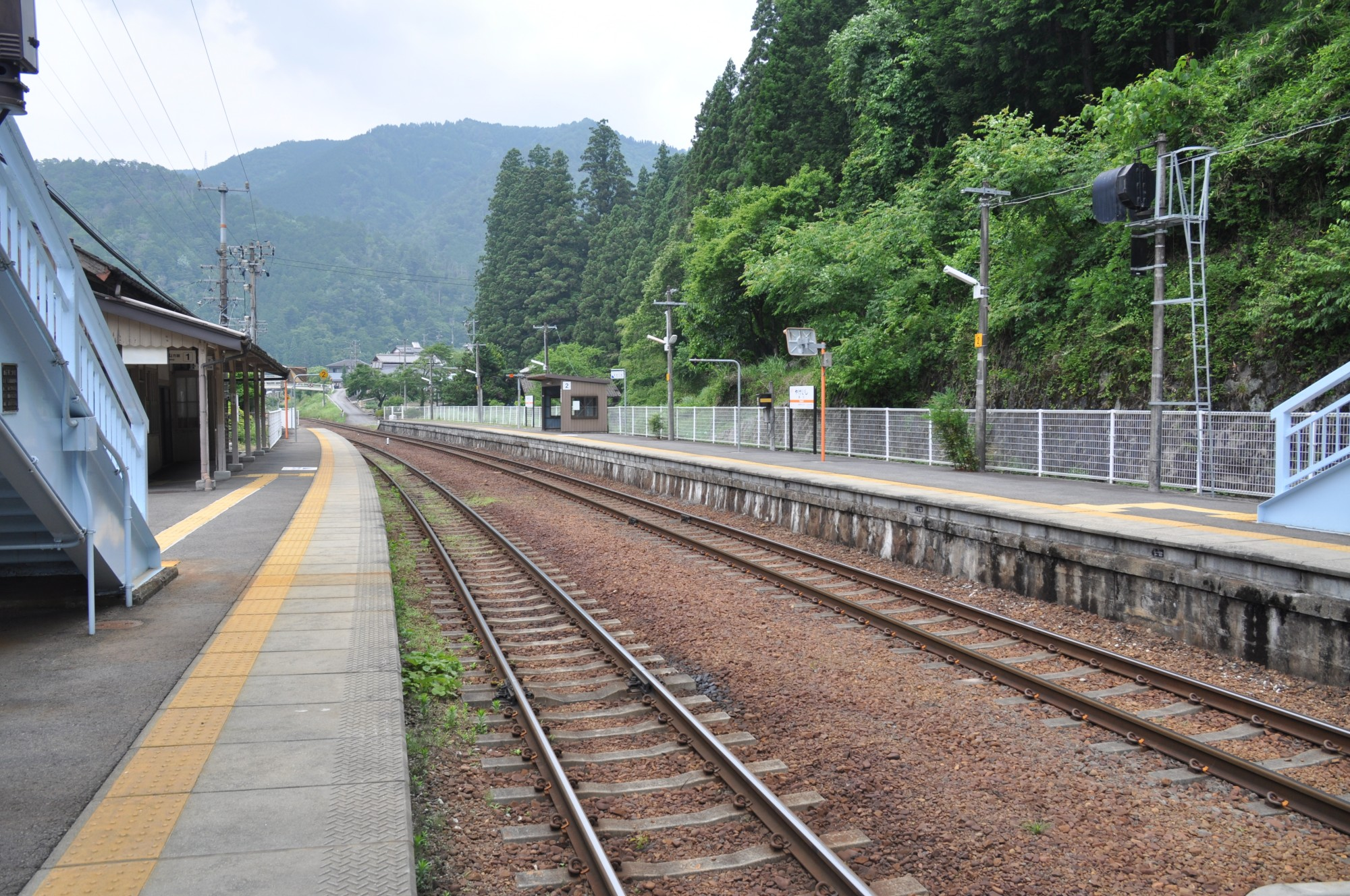
構内

相対式ホーム2面2線を有する地上駅。二つのホームを跨線橋が結んでいる。
下呂駅管理の無人駅である。水洗式便所が駅前に設置されている。

### のりば
| 番線 | 路線        | 方向 | 行先               |
| ---- | ----------- | ---- | ------------------ |
| 1    | CG 高山本線 | 下り | 下呂・高山方面     |
| 2    | CG 高山本線 | 上り | 美濃太田・岐阜方面 |

## 駅周辺
小さな集落である。
- 飛騨川
- 国道41号
- 岐阜県道432号門和佐瀬戸線
- 中山七里
- 下原ダム（高山本線有数の鉄道写真の名所がある）
- 天然記念物苗代桜

## バス路線
- 下呂市コミュニティバス
  - げろバス下呂(中原線)
  - デマンド下呂

## 隣の駅
東海旅客鉄道（JR東海）
CG 高山本線
飛騨金山駅 - （福来信号場） - 焼石駅 - （少ヶ野信号場） - 下呂駅 (CG16)